# 小行星8673
小行星8673（英語：8673）是一颗围绕太阳公转的小行星。1991年9月13日，天文学家亨利·E·霍爾特在帕洛马山发现了此天体。
这颗小行星的绝对星等为192.0480345738201等。